# سكة حديد المحمرة - بغداد - دمشق
سكة حديد المحمّرة - بغداد - دمشق  مشروع إيراني بدأ التخطيط له عقب الاحتلال الأمريكي للعراق في العام 2003 وظهر للإعلام كمشروع متكامل في سبتمبر من العام 2010 عبر تقرير لمؤسسة الدراسات القومية الأهوازية شككت من خلاله بملكية العراق لخط الحديد الواصل من مدينة المحمرة إلى محافظة البصرة وأشارت لملكية مؤسسة اروند كنار الإيرانية للمشروع لمدة طويلة. حتى أعلنت إيران على لسان لمدير العام للشؤون التجارية والتسويق بسكك الحديد الإيرانية عن إن سكك الحديد في سوريا وإيران سيلتحمان عبر سكك الحديد العراقية.

## المسار التاريخي والمخاوف
انطلقت أولى رحلات خط حديد طرطوس - بغداد - أم قصر في 30 مايو 2009م. لكن في أكتوبر 2010 كشفت دراسة بعنوان " مخاطر خط حديد المحمّرة - بغداد - دمشق على الأمن القومي العربي تفاصيل كثيرة عن حيثيات المشروع ووصف مسؤول أحوازي الخط بحصان طروادة إيراني إستعماري لضم العراق للأحواز المحتلة ووضع بغداد بين كماشة النظامين الإيراني والسوري. وزعم عن إن سكة الحديد هذه تعتبر على المدى القريب حل لإيران للإلتفاف على العقوبات الدولية من خلال التصدير والاستيراد عن طريق العراق بحراً وبراً وعن طريق لبنان من خلال دمشق. وهنالك شكوك من الناحية الإستراتيجية على سيادة العراق فقد أعلنت إيران مرارا نيتها مستقبلاً استخدام خط طهران - المحمّرة - كربلاء لنقل ملايين الإيرانيين للعراق بحجة السياحة الدينية عبر شركة قطارات رجاء الإيرانية. كما أكدت إيران على أن المشروع إستراتيجي لها وقد بدأت شركات إيرانية منذ عام 2006 بربط الشلامجة العراقية بالمحمّرة الأحوازية. واتهمت إيران مراراً الجانب العراقي بعرقلة المشروع الذي افتتح أخيراً وقد دفعت طهران بقوة لتسريع تنفيذه ووصفت جهات إيرانية المخطط بالحلم القديم وإن صدام حسين عطل تنفيذه. ومن خلاله المشروع ستتمكن طهران من نقل بضائعها لبغداد ودمشق وحتى الأردن. وحسب موقع الحكومة الإيرانية التابع للرئاسة فإن شركة خاتم الأنبياء (إحدى شركات الحرس الثوري) ربحت صفقة تجديد خط طهران - المحمرة وبناء خط حديد المحمّرة - البصرة. وتحاشت السلطات الإيرانية اعتبار مشروع طهران - المحمرة - بغداد - دمشق مشروع واحد، بل كانت تقسمه لمشاريع عدة مثل المحمرة - الشلامجة - البصرة وبغداد - البو كمال. وأعلنت أكبر شركة قطارات إيرانية عن خطتها المستقبلية لتسيرها لرحلات لبغداد ودمشق من خلال مدينة المحمرة الأحوازية. المشروع الإيراني بدأ باعلان وزارة الطرق الإيرانية عن دراسة مخطط مد خط حديد من المحمّرة إلى الشلامجة العراقية. هنالك طريق حديد قديم وهو طهران - كرمانشاه - بغداد لكن إصرار الإيرانيين على الذهاب لكربلاء من الجنوب العراقي عبر المحمرة أثار شكوك كبيرة عن نواياهم الحقيقية.

## قضايا إستراتيجية
واعتبرت المنظمة الإسلامية السنية الأحوازية المشروع يمهد لوحدة جغرافية محورها إيران وتشمل الهلال العربي الخصيب من الشام وحتى الضفة الشرقية للخليج العربي ولذلك تبعات إستراتيجية خطيرة على الأمن القومي العربي. ووصفت المنظمة الأحوازية رهان إيران على خط حديد المحمرة - بغداد - دمشق واهتمام الرئيس الإيراني نجاد به شخصياً بالرهان على مستقبل حلف طهران بغداد دمشق الإستراتيجي. وكانت المنظمة الأحوازية قد كشفت في مايو 2010 عن مخطط عسكري إيراني يشكل خط حديد طهران - المحمرة ركيزة هامة فيه لنقل حشود عسكرية تقدر بـ 400 ألف على الحدود مع العراق. ووصفت إدارة خطوط حديد الجمهورية الإسلامية الإيرانية خط حديد طهران - المحمرة - البصرة بالإستراتيجي على المستوى الاقتصادي لتصبح إيران منطقة ربط بين الشام وآسيا الوسطى.